# Dolna Dikanja
Dolna Dikanja (bulgariska: Долна Диканя) är ett distrikt i Bulgarien.   Det ligger i kommunen Obsjtina Radomir och regionen Pernik, i den västra delen av landet, 30 km sydväst om huvudstaden Sofia.
Omgivningarna runt Dolna Dikanja är en mosaik av jordbruksmark och naturlig växtlighet. Runt Dolna Dikanja är det ganska tätbefolkat, med 160 invånare per kvadratkilometer.